# 지방자치단체의 자치사무에 대한 감사원의 감사 사건
지방자치단체의 자치사무에 대한 감사원의 감사 사건은 강남구청 등과 감사원 간의 권한쟁의에 대한 대한민국 헌법재판소 판례(2005헌라3)이다.

## 사실관계
피청구인 감사원은 청구인들 지방자치단체를 상대로 감사를 실시하였고 이에 청구인들은 감사가 자치사무에 대한 합목적성 감사까지 포함하는 것으로 청구인들의 헌법 및 지방자치법에 의하여 부여된 지방자치권의 본질적 내용을 침해하였다고 주장하며 이 사건 권한쟁의심판을 청구하였다.

## 결론
각하 및 기각

## 이유

### 헌법상 보장된 청구인들의 지방자치권
헌법은 제117조와 제118조에서 '지방자치단체의 자치를 제도적으로 보장하고 있는바, 그 보장의 본질적 내용은 자치단체의 보장, 자치기능의 보장 및 자치사무의 보장이다. 이와 같이 헌법상 제도적으로 보장된 자치권 가운데에는 소속 공무원에 대한 인사와 처우를 스스로 결정하고 자치사무의 수행에 있어 다른 행정주체(특히 국가)로부터 합목적성에 관하여 명령, 지시를 받지 않는 권한도 포함된다.
지방자치단체의 존재 자체를 부인하거나 각종 권한을 말살하는 것과 같이 그 본질적 내용을 침해하지 않는 한 법률에 의한 통제는 가능하다.
위임사무나 자치사무의 구별 없이 합법성 감사뿐만 아니라 합목적성 감사도 포함한 이 사건 감사는 감사원법에 근거한 것으로서, 법률상 권한 없이 이루어진 것으로 보이지 않는다.
헌법이 감사원을 독립된 외부감사기관으로 정하고 있는 취지, 국가기능의 총체적 극대화를 위하여 중앙정부와 지방자치단체는 서로 행정기능과 행정책임을 분담하면서 중앙행정의 효율성과 지방행정의 자주성울 조화시켜 국민과 주민의 복리증진이라는 공동목표를 추구하는 협력관계에 있다는 점에 비추어 보면, 감사원에 의한 지방자치단체의 자치사무에 대한 감사를 합법성 감사에 한정하고 있지 아니한 이 사건 관련 규정은 그 목적의 정당성과 합리성을 인정할 수 있다. 따라서 지방자치권의 본질이 훼손되었다고 볼 수 없다.

## 같이 보기
- 대한민국 지방자치법
- 지방자치
- 대한민국 감사원
- 대한민국 헌법 제11조
- 대한민국 헌법 제118조

## 참고 문헌
- 정회철 김유향, 최근5년간 헌법 중요판례 200, 윌비스, 2014. ISBN 9788965386124